# Gentiana harrowiana
Gentiana harrowiana là một loài thực vật có hoa trong họ Long đởm. Loài này được Diels mô tả khoa học đầu tiên năm 1912.